# 北尖島

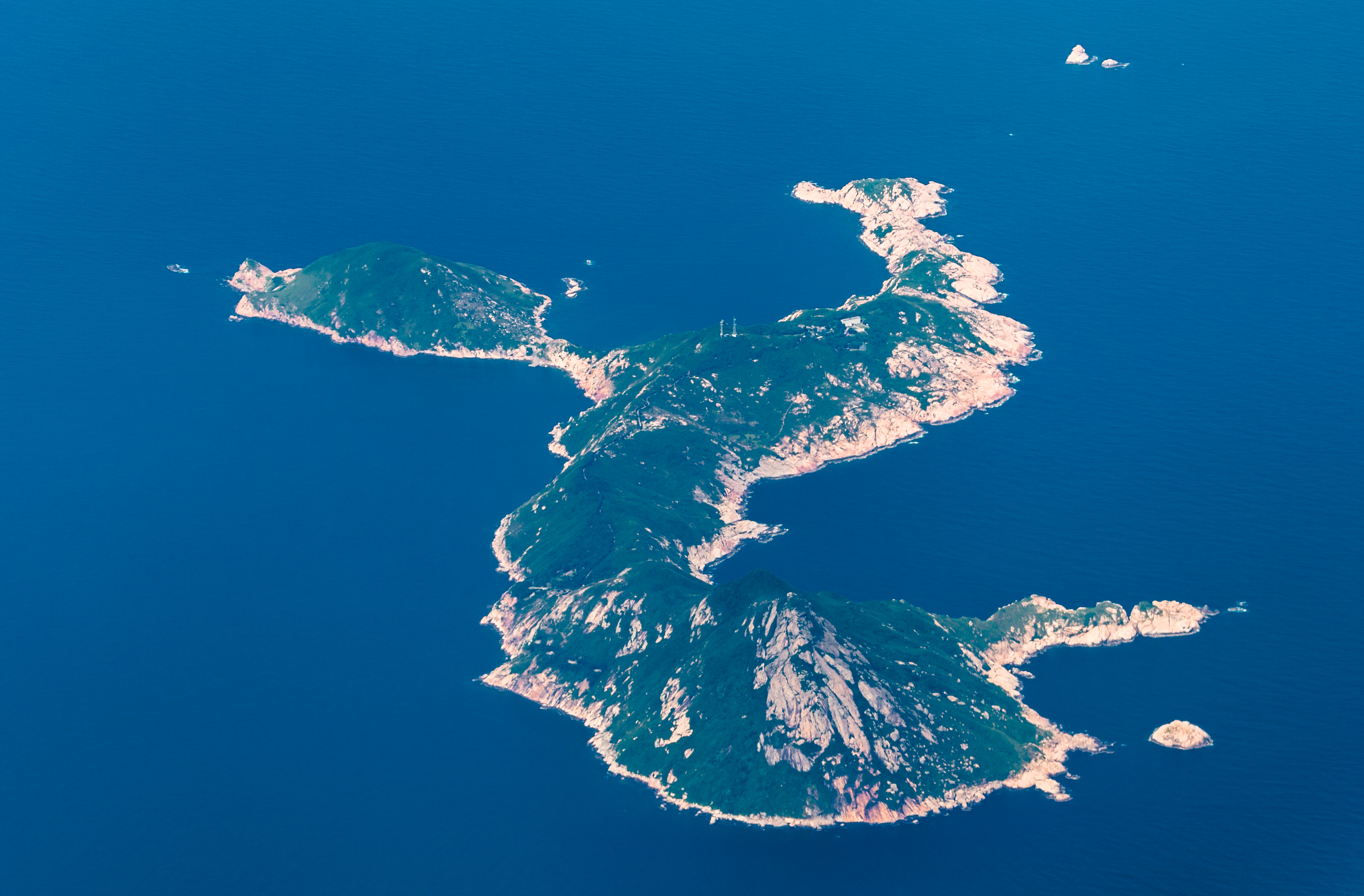
北尖岛

北尖島，是中華人民共和國廣東省珠海市香洲區担杆鎮管辖的属于万山群岛佳蓬列岛的一座海岛。面积3.174km2。 該島有5个山头，主峰北尖顶部有一巨石向北倾斜，故名。岸线曲折，多为陡岩岸。
《粵大記》有标识有「北尖」。有港湾和码头。岛有云母、水银等矿藏，抗日战争有人开采过。